# Gabriela Bolle
Bolle  Carrillo est un nom espagnol. Le premier nom de famille, en général paternel, est Bolle ; le second, en général maternel, souvent omis, est Carrillo.
Gabriela Bolle Carrillo, née le 14 décembre 2000 à Florencia, est une coureuse cycliste colombienne, spécialiste du BMX.

## Biographie
Gabriela Bolle nait à Florencia mais grandit à Barranquilla, où elle fréquente l'école allemande. Elle décide de se mettre au BMX après avoir vu la victoire olympique de Mariana Pajón en 2012. En 2015, avant son 15e anniversaire, elle remporte la médaille d'argent derrière Pajón aux Jeux nationaux colombiens. 
En 2017 et 2018, chez les juniors (moins de 19 ans), elle est respectivement championne nationale et médaillée aux championnats panaméricains. En juin 2018, elle décroche la médaille de bronze aux championnats du monde juniors. Le mois suivant, elle participe aux Jeux d'Amérique centrale et des Caraïbes en Colombie et remporte la médaille d'or. Après ce succès, elle mène le classement mondial junior UCI. En octobre de la même année, elle représente la Colombie aux Jeux olympiques de la jeunesse et remporte la médaille de bronze dans la compétition mixte. 
En 2019, elle accède à la catégorie élite en raison de son âge. Sa carrière est ensuite interrompue en 2020 en raison de la pandémie de covid-19. En 2021, à domicile à Bogota, elle atteint pour la première fois la finale d'une manche de Coupe du monde, où elle termine deuxième.
En 2022, elle suit un cursus au Centre mondial du cyclisme à Aigle, en Suisse. Elle remporte plusieurs médailles lors en Amérique latine, devancée à chaque fois par Mariana Pajón, comme aux Jeux sud-américains de 2022, aux Jeux d'Amérique centrale et des Caraïbes de 2023, aux Jeux panaméricains de 2023 et aux Jeux nationaux de 2023. En 2024, elle est sélectionnée pour les Jeux olympiques de Paris.

## Palmarès en BMX

### Championnats du monde
- Bakou 2018
  -  Médaillée de bronze du BMX juniors

### Coupe du monde
- 2017 : 22e du classement général
- 2018 : 30e du classement général
- 2019 : 34e du classement général
- 2022 : 12e du classement général
- 2023 : 10e du classement général

### Championnats panaméricains
- Santiago del Estero 2017
  -  Médaillée de bronze du BMX juniors
- Medellín 2018
  -  Médaillée d'argent du BMX juniors

### Jeux panaméricains
- Santiago 2023
  -  Médaillée de bronze du BMX

### Jeux d'Amérique centrale et des Caraïbes
- Barranquilla 2018
  -  Médaillée d'or du BMX
- San Salvador 2023
  -  Médaillée d'argent du BMX

### Jeux sud-américains
- Asuncion 2022
  -  Médaillée d'argent du BMX

### Jeux olympiques de la jeunesse
- Buenos Aires 2018
  -  Médaillée de bronze du BMX par équipes mixte

### Championnats de Colombie
- 2017
  -  Championne de Colombie de BMX juniors
- 2018
  -  Championne de Colombie de BMX juniors